# Henry Conwell
Henry Conwell (1745/1748 Moneymore, Irsko – 22. dubna 1842 Filadelfie, Pensylvánie) byl katolický duchovní, od roku 1819 druhý biskup philadelphský. Během svého působení se dostal do sporu se skupinou kněží a vlivných věřících v čele s Williamem Hoganem. Ve snaze vyhnout se stupňujícím sporům v roce 1826 starý a ustavičným bojem unavený biskup přiznal radě věřících právo veta nad některými svými rozhodnutími, což šokovalo Svatý stolec, který jej poté povolal ke slyšení. Biskup před ním nedokázal svůj bezprecedentní ústupek příčící se církevnímu právu obhájit, načež bylo jeho rozhodnutí odvoláno, byl mu jmenován biskup-koadjutor (Francis Patrick Kenrick) a bylo mu zakázáno podílet se dál na administrativním vedení diecéze.